# Regiones de Italia
Italia está subdividida en 20 regiones que se agrupan en cinco grandes áreas geopolíticas usadas tradicionalmente. Cada región está dirigida por el presidente y la Junta regional que ejercen el poder ejecutivo, y el Consejo regional que ejerce el poder legislativo.

## Tabla de regiones

Mapa de gobiernos regionales

| Regiones y Escudos                                    | Bandera | Presidente regional  | Partido | Partido                          | Localización | Capital    | Provincias                                                                                |
| ----------------------------------------------------- | ------- | -------------------- | ------- | -------------------------------- | ------------ | ---------- | ----------------------------------------------------------------------------------------- |
| Abruzos («Abruzzo»)                                   |         | Marco Marsilio       |         | Hermanos de Italia               |              | L'Aquila   | Chieti L'Aquila Pescara Teramo                                                            |
| Apulia («Puglia»)                                     |         | Michele Emiliano     |         | Independiente de centroizquierda |              | Bari       | Bari Barletta Brindisi Foggia Lecce Tarento                                               |
| Basilicata                                            |         | Vito Bardi           |         | Forza Italia                     |              | Potenza    | Matera Potenza                                                                            |
| Calabria                                              |         | Roberto Occhiuto     |         | Forza Italia                     |              | Catanzaro  | Catanzaro Cosenza Crotona Regio de Calabria Vibo Valentia                                 |
| Campania                                              |         | Vincenzo De Luca     |         | Partido Democrático              |              | Nápoles    | Avellino Benevento Caserta Nápoles Salerno                                                |
| Cerdeña («Sardegna»)                                  |         | Alessandra Todde     |         | Movimiento 5 Estrellas           |              | Cagliari   | Cagliari Cerdeña del Sur Nuoro Oristán Sácer                                              |
| Emilia-Romaña («Emilia-Romagna»)                      |         | Michele De Pascale   |         | Partido Democrático              |              | Bolonia    | Bolonia Ferrara Forlì-Cesena Módena Parma Plasencia Rávena Reggio Emilia Rímini           |
| Friul-Venecia Julia («Friuli-Venezia Giulia»)         |         | Massimiliano Fedriga |         | Lega                             |              | Trieste    | Gorizia Pordenone Trieste Údine                                                           |
| Lacio («Lazio»)                                       |         | Francesco Rocca      |         | Independiente de Centroderecha   |              | Roma       | Frosinone Latina Rieti Roma Viterbo                                                       |
| Liguria                                               |         | Marco Bucci          |         | Independiente de Centroderecha   |              | Génova     | Génova Imperia La Spezia Savona                                                           |
| Lombardía («Lombardia»)                               |         | Attilio Fontana      |         | Lega                             |              | Milán      | Bérgamo Brescia Como Cremona Lecco Lodi Mantua Milán Monza y Brianza Pavía Sondrio Varese |
| Marcas («Marche»)                                     |         | Francesco Acquaroli  |         | Hermanos de Italia               |              | Ancona     | Ancona Ascoli Piceno Fermo Macerata Pesaro y Urbino                                       |
| Molise                                                |         | Francesco Roberti    |         | Forza Italia                     |              | Campobasso | Campobasso Isernia                                                                        |
| Piamonte («Piemonte»)                                 |         | Alberto Cirio        |         | Forza Italia                     |              | Turín      | Alessandria Asti Biella Cuneo Novara Turín Verbano-Cusio-Ossola Vercelli                  |
| Sicilia                                               |         | Renato Schifani      |         | Forza Italia                     |              | Palermo    | Agrigento Caltanissetta Catania Enna Mesina Palermo Ragusa Siracusa Trápani               |
| Toscana                                               |         | Eugenio Giani        |         | Partido Democrático              |              | Florencia  | Arezzo Grosseto Florencia Livorno Lucca Massa y Carrara Pisa Pistoia Prato Siena          |
| Trentino-Alto Adigio («Trentino-Alto Adige/Südtirol») |         | Arno Kompatscher     |         | Partido Popular Sudtirolés       |              | Trento     | Bolzano Trento                                                                            |
| Umbría («Umbria»)                                     |         | Stefania Proietti    |         | Independiente de centroizquierda |              | Perugia    | Perusa Terni                                                                              |
| Valle de Aosta («Valle d'Aosta»)                      |         | Renzo Testolin       |         | Unión Valdostana                 |              | Aosta      |                                                                                           |
| Véneto («Veneto»)                                     |         | Luca Zaia            |         | Lega                             |              | Venecia    | Belluno Padua Rovigo Treviso Venecia Verona Vicenza                                       |

## Ubicación y nombres
En la siguiente tabla se muestra las 20 regiones que componen el territorio de Italia, agrupadas por área geopolítica, indicando la capital, sigla y el número que lo identifica en el mapa ubicado a la derecha.

Regiones numeradas de Italia.

| Área                 | Región (del italiano: Regione)                             | Capital (del italiano: Capitale)      | Sigla | Mapa |
| -------------------- | ---------------------------------------------------------- | ------------------------------------- | ----- | ---- |
| Italia noroccidental | Liguria (del italiano: Liguria)                            | Génova (del italiano: Genova)         | LIG   | 10   |
| Italia noroccidental | Lombardía (del italiano: Lombardia)                        | Milán (del italiano: Milano)          | LOM   | 11   |
| Italia noroccidental | Piamonte (del italiano: Piemonte)                          | Turín (del italiano: Torino)          | PMN   | 14   |
| Italia noroccidental | Valle de Aosta (del italiano: Valle d'Aosta)*              | Aosta (del italiano: Aosta)           | VAO   | 2    |
| Italia nororiental   | Emilia-Romaña (del italiano: Emilia-Romagna)               | Bolonia (del italiano: Bologna)       | EMR   | 7    |
| Italia nororiental   | Friul-Venecia Julia (del italiano: Friuli-Venezia Giulia)* | Trieste (del italiano: Trieste)       | FVG   | 8    |
| Italia nororiental   | Trentino-Alto Adigio (del italiano: Trentino-Alto Adige)*  | Trento (del italiano: Trento)         | TAA   | 17   |
| Italia nororiental   | Véneto (del italiano: Veneto)                              | Venecia (del italiano: Venezia)       | VEN   | 20   |
| Italia central       | Abruzos (del italiano: Abruzzo)                            | L'Aquila (del italiano: L'Aquila)     | ABR   | 1    |
| Italia central       | Lacio (del italiano: Lazio)                                | Roma (del italiano: Roma)             | LAZ   | 9    |
| Italia central       | Marcas (del italiano: Marche)                              | Ancona (del italiano: Ancona)         | MAR   | 12   |
| Italia central       | Molise (del italiano: Molise)                              | Campobasso (del italiano: Campobasso) | MOL   | 13   |
| Italia central       | Toscana (del italiano: Toscana)                            | Florencia (del italiano: Firenze)     | TOS   | 18   |
| Italia central       | Umbría (del italiano: Umbria)                              | Perusa (del italiano: Perugia)        | UMB   | 19   |
| Italia meridional    | Basilicata (del italiano: Basilicata)                      | Potenza (del italiano: Potenza)       | BAS   | 4    |
| Italia meridional    | Calabria (del italiano: Calabria)                          | Catanzaro (del italiano: Catanzaro)   | CAL   | 5    |
| Italia meridional    | Campania (del italiano: Campania)                          | Nápoles (del italiano: Napoli)        | CAM   | 6    |
| Italia meridional    | Apulia (del italiano: Puglia)                              | Bari (del italiano: Bari)             | PUG   | 3    |
| Italia insular       | Cerdeña (del italiano: Sardegna)*                          | Cagliari (Cagliari)                   | SAR   | 15   |
| Italia insular       | Sicilia (del italiano: Sicilia)*                           | Palermo (del italiano: Palermo)       | SIC   | 16   |

* regiones autónomas con estatuto especial.

## Administración
La Región en la legislación italiana es un ente territorial autónomo, dotado de órganos y funciones propias.

### Tipología
La Constitución de la República Italiana reconoce dos tipos de regiones, las regidas por el estatuto regional ordinario y las regidas por un estatuto especial. El estatuto regional es el principal documento normativo de las regiones que define el funcionamiento y las organizaciones, siempre en armonía con la constitución.

#### Regiones con estatuto ordinario
15 de las 20 regiones italianas están dotadas de estatuto ordinario. El estatuto es aprobado y modificado por el Consejo regional por mayoría absoluta, y luego debe ser aprobado en un referéndum.
La autonomía financiera prevista en la constitución aún no se ha hecho efectiva, pero las regiones disponen del IRAP (Impuesto regional a la actividad productiva) y una parte del IVA.
Los organismos de las regiones entraron en funciones en 1970.

#### Regiones autónomas con estatuto especial

Regiones con estatuto especial

5 regiones están dotadas de un estatuto especial, aprobado por el parlamento Italiano como está previsto en la constitución.
El estatuto especial garantiza una autonomía más amplia, sobre todo en el ámbito financiero, que a las regiones ordinarias. Por ejemplo, la región Trentino-Alto Adigio (900.000 habitantes) dispone de un presupuesto correspondiente a la región de Véneto, con 4,5 millones de habitantes. También por esta razón varios municipios colindantes han solicitado pasar a ser parte de éstas (más ricas) regiones autónomas, con el permiso de la constitución. Por otra parte las regiones disponen de notables poderes legislativos y administrativos en materia de educación y salud.
4 regiones autónomas fueron instituidas por la Asamblea constituyente en 1948: Sicilia y Cerdeña debido a sus fuertes movimientos autonomistas y separatistas, el Valle de Aosta para proteger a la minoría francófona y Trentino-Alto Adigio para la protección de los germanófonos como se determinó en el Acuerdo de París. En 1963 fue constituida la región con estatuto especial Friul-Venecia Julia, y en 1972 entró en vigor el nuevo estatuto especial para Trentino-Alto Adigio.

#### Provincias autónomas
La región de Trentino-Alto Adigio está constituida por las Provincias autónomas de Trento y Bolzano. Tales provincias están dotadas de los poderes (también legislativos) correspondientes a los de las regiones. También se las denomina provincias con estatuto especial.

### Órganos
Los órganos de las regiones indicados en la constitución son:
- el Consejo regional (del italiano: Consiglio regionale)
- la Junta regional (del italiano: Giunta regionale)
- el Presidente de la Junta regional

Estos órganos, de dictamen constitucional, no pueden ser alterados por estatutos o leyes regionales.
Las regiones son representadas por el Presidente de la Región, o mejor Presidente de la Junta regional, que es electo directamente por el pueblo, a menos que el estatuto regional no considere la elección de parte del consejo. Si el Presidente pierde la confianza, muere, renuncia o es impedido permanentemente, el Consejo se disuelve y se realiza nuevas elecciones.
Las regiones están dotadas de un Consejo regional, electo por los ciudadanos mayores de edad residentes en la región. En Sicilia, región autónoma, se llama Asamblea regional y sus miembros, quienes llevan el título de honorables (del italiano: onorevoli), son llamados diputados y no consejeros. El Consejo ejerce el poder legislativo para las materias que la constitución y los estatutos especiales para las regiones autónomas le asignan autoridad exclusiva o concurrente.
Las funciones administrativas corresponden a la Junta Regional, compuesta por asesores y encabezada por el Presidente de la Región. En Sicilia la junta es llamada gobierno regional.

### Autonomía
Las autonomías reconocidas a las regiones y garantizadas a nivel constitucional que se diferencian de las del estado y de las entidades territoriales menores son cinco:

#### Autonomía estatutaria
Solamente las regiones con estatuto ordinario están dotadas de ésta autonomía, ya que los estatutos especiales de las Regiones Autónomas tienen rango de leyes constitucionales. Cada región ordinaria adopta con ley regional un estatuto que, determina la forma de gobierno y los principios fundamentales de organización y funcionamiento.

#### Autonomía legislativa
Como consecuencia de la reforma constitucional de 2001, el poder legislativo general corresponde al Estado y a las Regiones; la competencia es atribuida por materia.
Las competencias a legislar pueden ser:
- exclusiva del Estado
- exclusiva del las Regiones
- concurrente

#### Autonomía reglamentaria
Las regiones tienen poder reglamentario sobre las materias de competencia exclusiva y sobre aquellas que el Estado y las Regiones tienen competencia de tipo concurrente. Tienen también poder reglamentario en materia de competencia exclusiva del Estado si le han sido delegadas.
El poder reglamentario de las Regiones es ejercido por las Juntas regionales, a menos que el estatuto regional se la asigne al Consejo regional, cosa que ocurre en Cerdeña y el Valle de Aosta.

#### Autonomía administrativa
La autonomía administrativa de las regiones, como todas las administraciones públicas debe adherirse a los principios de subsidiariedad, diferenciación y probidad.
Las regiones, vía ley regional, pueden delegar las funciones administrativas de las cuales son titulares en los municipios, las provincias o las Urbes metropolitanas.

#### Autonomía financiera
Las regiones tienen autonomía financiera de ingresos y gastos. Definiendo y aplicando tributos e ingresos propios. Deciden también como repartir lo recaudado en impuestos relacionados con su territorio, tienen su propio patrimonio y puede endeudarse solo para realizar inversiones.
La constitución no les permite establecer tasas al comercio con las otras regiones.

## Subdivisiones
A excepción del Valle de Aosta, las regiones se dividen en provincias (actualmente 106), y el nivel inferior de las subdivisión administrativa es el municipio (del italiano: comune).
Las Urbes metropolitanas, superprovincias dotadas de competencia comunal, pese a estar contempladas en la constitución, hasta ahora no han sido instituidas.

## Datos de las regiones

### Población
La siguiente tabla contiene los datos de población, superficie y densidad poblacional, capital, número de municipios y provincias que pertenecen a cada una de las 20 regiones italianas. Las regiones se encuentran ordenadas de acuerdo a su población.
| Región               | Capital    | Población (hab.) | Superficie (km) | Densidad (hab./km) | Provincias | Municipios |
| -------------------- | ---------- | ---------------- | --------------- | ------------------ | ---------- | ---------- |
| Lombardía            | Milán      | 10.001.496       | 23.861          | 419                | 12         | 1.530      |
| Lacio                | Roma       | 5.889.649        | 17.236          | 341                | 5          | 378        |
| Campania             | Nápoles    | 5.869.029        | 13.590          | 429                | 5          | 550        |
| Sicilia              | Palermo    | 5.088.889        | 25.711          | 197                | 9          | 390        |
| Véneto               | Venecia    | 4.928.503        | 18.399          | 267                | 7          | 580        |
| Piamonte             | Turín      | 4.425.194        | 25.402          | 174                | 8          | 1.206      |
| Apulia               | Bari       | 4.082.840        | 19.358          | 209                | 6          | 258        |
| Emilia-Romaña        | Bolonia    | 4.450.541        | 22.446          | 198                | 9          | 340        |
| Toscana              | Florencia  | 3.752.414        | 22.994          | 163                | 10         | 279        |
| Calabria             | Catanzaro  | 1.977.148        | 15.081          | 130                | 5          | 409        |
| Cerdeña              | Cagliari   | 1.661.630        | 24.100          | 69                 | 5          | 377        |
| Liguria              | Génova     | 1.584.242        | 5.422           | 292                | 4          | 235        |
| Marcas               | Ancona     | 1.549.507        | 9.366           | 165                | 5          | 236        |
| Abruzos              | L'Aquila   | 1.331.749        | 10.763          | 123                | 4          | 305        |
| Friul-Venecia Julia  | Trieste    | 1.227.625        | 7.858           | 156                | 4          | 216        |
| Trentino-Alto Adigio | Trento     | 1.055.649        | 13.607          | 77                 | 2          | 325        |
| Umbría               | Perugia    | 895 259          | 8.456           | 105                | 2          | 92         |
| Basilicata           | Potenza    | 575 993          | 9.995           | 57                 | 2          | 131        |
| Molise               | Campobasso | 313 278          | 4.438           | 70                 | 2          | 136        |
| Valle de Aosta       | Aosta      | 128 210          | 3.263           | 39                 | 0          | 74         |
| TOTAL                |            | 60.788.845       | 301.340         | 201                | 106        | 8.047      |

- Datos ISTAT (año 2013)[4]

### Rentaper cápita
En la siguiente tabla se indica la renta per cápita en las distintas macrorregiones y regiones de Italia según datos del Eurostat. En el caso especial de Trentino-Alto Adigio se considera independientemente cada una de las provincias autónomas como regiones.
| Macrorregión | RPC (Euro) | Región              | RPC (Euro) |
| ------------ | ---------- | ------------------- | ---------- |
| Noroeste     | 35.380     | Piamonte            | 31.490     |
| Noroeste     | 35.380     | Valle de Aosta      | 38.940     |
| Noroeste     | 35.380     | Liguria             | 32.250     |
| Noroeste     | 35.380     | Lombardía           | 38.840     |
| Nordeste     | 37.216     | Alto Adigio         | 47.040     |
| Nordeste     | 37.216     | Trentino            | 38.120     |
| Nordeste     | 37.216     | Véneto              | 33.270     |
| Nordeste     | 37.216     | Friul-Venecia Julia | 31.360     |
| Nordeste     | 37.216     | Emilia-Romaña       | 36.290     |
| Centro       | 29.622     | Toscana             | 31.540     |
| Centro       | 29.622     | Umbría              | 25.290     |
| Centro       | 29.622     | Marcas              | 28.080     |
| Centro       | 29.622     | Lacio               | 33.580     |
| Sur          | 20.387     | Abruzos             | 25.580     |
| Sur          | 20.387     | Molise              | 20.650     |
| Sur          | 20.387     | Campania            | 18.590     |
| Sur          | 20.387     | Apulia              | 18.650     |
| Sur          | 20.387     | Basilicata          | 21.870     |
| Sur          | 20.387     | Calabria            | 16.980     |
| Islas        | 19.345     | Sicilia             | 17.680     |
| Islas        | 19.345     | Cerdeña             | 21.010     |

- Fuente: ISTAT, en relación con el año 2019, datos en euro.[5]

## Siglas
| Sigla | Región               |
| ----- | -------------------- |
| ABR   | Abruzos              |
| BAS   | Basilicata           |
| CAL   | Calabria             |
| CAM   | Campania             |
| EMR   | Emilia-Romaña        |
| FVG   | Friul-Venecia Julia  |
| LAZ   | Lacio                |
| LIG   | Liguria              |
| LOM   | Lombardía            |
| MAR   | Marcas               |
| MOL   | Molise               |
| PMN   | Piamonte             |
| PUG   | Apulia               |
| SAR   | Cerdeña              |
| SIC   | Sicilia              |
| TOS   | Toscana              |
| TAA   | Trentino-Alto Adigio |
| UMB   | Umbría               |
| VAO   | Valle de Aosta       |
| VEN   | Véneto               |